# Argiope ericae
Argiope ericae är en spindelart som beskrevs av Levi 2004. Argiope ericae ingår i släktet Argiope och familjen hjulspindlar. Inga underarter finns listade i Catalogue of Life.